# Christian Lenze
Christian Lenze (ur. 26 kwietnia 1977 w Magdeburgu) – niemiecki piłkarz występujący na pozycji pomocnika m.in. w Werderze II Brema, Eintachcie Frankfurt, Erzgebirge Aue i Eintrachcie Brunszwik.